# Zbigniew Opalewski
Zbigniew Opalewski (ur. w 1953 w Stargardzie Szczecińskim) – polski artysta plastyk, malarz, grafik, rysownik i animator kultury.
Absolwent Państwowego Liceum sztuk Plastycznych w Bydgoszczy, w 1979 roku ukończył Państwową Wyższą Szkołę Sztuk Plastycznych w Gdańsku. Dyplom na Wydziale Grafiki z projektowania graficznego u prof. J. Krechowicza. Mieszka w Elblągu.
W latach 1998–2008 był dyrektorem Centrum Sztuki Galeria EL w Elblągu. Prowadził elbląską galerię Pro Arte Pax. Był komisarzem i uczestnikiem kilkunastu ogólnopolskich plenerów malarskich, m.in. w Kadynach, Fromborku, Stegnie, Dzierzganiu, Białowieży, Ciechocinku, Supraślu, Pasłęku. Należy do Warmińsko-Mazurskiego Stowarzyszenia „Areszt Sztuki”.
Brał udział w ponad 150 wystawach zbiorowych okręgowych, ogólnopolskich i międzynarodowych. Jest autorem ponad 30 wystaw indywidualnych prezentowanych w Elblągu, Warszawie, Rotenburg (Wümme) (Niemcy), Sittensen (Niemcy), Wolbeck (Niemcy), Gdańsku, Braniewie, Młynarach, Dzierzgoniu, Pasłęku, Olkuszu, Miechowie, Nowym Targu.
Wielokrotnie nagradzany za twórczość, w 1987 roku był stypendystą Ministerstwa Kultury i Sztuki. W 2007 roku otrzymał odznakę honorową „Zasłużony dla Kultury Polskiej”.